# Друзья (2-й сезон)
Второй сезон американского телесериала «Друзья», премьера которого состоялась на канале NBC 21 сентября 1995 года, а заключительная серия вышла 16 мая 1996 года, состоит из 24-х эпизодов.

## Сюжет
Рэйчел влюблена в Росса, но тот встречается с Джули и хочет построить с ней серьёзные отношения. Напившись, Рэйчел звонит Россу и оставляет на его автоответчике признание в любви. Получив его, Росс долго не решается сделать выбор. Он составляет список достоинств и недостатков обеих девушек, и придя к выводу, что главный минус Джули в том, «что она не Рэйчел», признаётся последней в любви. Но Рэйчел обнаруживает составленный Геллером список и, обидевшись, отказывается с ним общаться. Позже друзья смотрят видеозапись студенческих лет, и Рэйчел, простив Росса, целует его.
Джоуи Триббиани получает роль доктора Дрейка Рэморе в популярном сериале «Дни нашей жизни». Хороший заработок позволяет Джоуи снять собственную квартиру, и он съезжает от Чендлера. Но позднее сценарист, обидевшись на Джоуи за то, что тот в интервью заявил, что сам сочиняет тексты, убивает его героя, и Джоуи возвращается к Чендлеру. Во время отсутствия Джоуи с Чендлером живёт сумасшедший парень Эдди.
В поисках своего отца Фиби находит его сына, своего брата по отцовской линии Фрэнка-младшего.
Моника завязывает роман с офтальмологом и другом её родителей Ричардом Бёрком, который старше её на 21 год. К концу сезона они расстаются, потому что Ричард, в отличие от Моники, не хочет заводить детей.
Чендлер знакомится с девушкой через Интернет. На реальном же свидании оказывается, что незнакомкой является Дженис — девушка, с которой Чендлер долгое время встречался, но расстался в первом сезоне. Их отношения возобновляются.

## В ролях
- Дженнифер Энистон — Рэйчел Грин
- Кортни Кокс — Моника Геллер
- Лиза Кудроу — Фиби Буффе
- Мэтт Леблан — Джоуи Триббиани
- Мэттью Перри — Чендлер Бинг
- Дэвид Швиммер — Росс Геллер

## Эпизоды
| № общий | № в сезоне | Название                                                                                 | Режиссёр       | Автор сценария                                                 | Дата премьеры    | Зрители в США (млн) |
| --- | ---------- | ---------------------------------------------------------------------------------------- | -------------- | -------------------------------------------------------------- | ---------------- | ------------------- |
| 25 | 1          | «The One with Ross's New Girlfriend» «Эпизод с новой девушкой Росса»                     | Майкл Лембек   | Джеффри Астроф и Майк Сиковиц                                  | 21 сентября 1995 | 32.1                |
| Рэйчел готова признаться Россу в любви, но тот намерен создать серьёзные отношения с новой подругой, Джули. Фиби сделала классные прически Джоуи и Чендлеру, Моника хочет прическу как у Дэми Мур, но Фиби перепутала стили и сделала ужасную прическу. Чендлер ищет портного, и Джоуи советует ему своего. Однако портной «распускает руки». Рэйчел расстроена из-за Росса и оказывается в постели с Пауло. |            |                                                                                          |                |                                                                |                  |                     |
| 26 | 2          | «The One with the Breast Milk» «Эпизод с грудным молоком»                                | Майкл Лембек   | Адам Чейз и Айра Унгерлидер                                    | 28 сентября 1995 | 29.8                |
| Кэрол оставляет Бэна с Россом и друзьями. Росс боится попробовать грудное молоко. Моника втайне от Рэйчел идёт по магазинам с Джули. Рэйчел устраивает ей скандал как изменившему мужу. Джоуи становится продавцом одеколона и испытывает трудности с конкурентом. |            |                                                                                          |                |                                                                |                  |                     |
| 27 | 3          | «The One Where Heckles Dies» «Эпизод, где мистер Хекклс умирает»                         | Кевин С. Брайт | Майкл Кёртис и Грегори Малинс                                  | 5 октября 1995   | 30.2                |
| Чендлер сильно придирается к девушкам, с которыми встречается. Мистер Хеклс умирает и оставляет всё своё имущество «двум шумным девушкам сверху». Чендлер осознает, что он и мистер Хеклс очень похожи. Фиби и Росс спорят из-за эволюции, а Рэйчел и Моника спорят из-за вещей. |            |                                                                                          |                |                                                                |                  |                     |
| 28 | 4          | «The One with Phoebe's Husband» «Эпизод с мужем Фиби»                                    | Гэйл Манкусо   | Алекса Джандж                                                  | 12 октября 1995  | 28.1                |
| Фиби рассказывает, что шесть лет состоит в фиктивном браке (для визы) с геем из Канады. Теперь он вернулся и хочет получить развод, так как хочет жениться на женщине. Фиби расстроена, так как когда-то испытывала к нему чувства. Также обнаруживается, что у Чендлера есть третий сосок, а Джоуи снимался в порнофильме. Росс до сих пол не спал с Джули. Рэйчел дает ему плохой совет, что бы оттянуть их ночь ещё дольше, но в то же время Росс получает совет от Джоуи, который предлагает не церемониться. |            |                                                                                          |                |                                                                |                  |                     |
| 29 | 5          | «The One with Five Steaks and an Eggplant» «Эпизод с пятью бифштексами и баклажаном»     | Эллен Гиттлсон | Крис Браун                                                     | 19 октября 1995  | 28.3                |
| Рэйчел, Фиби и Джоуи ссорятся с Моникой, Чендлером и Россом из-за того, что последние зарабатывают больше денег. Какая-то женщина звонит в квартиру Джоуи и Чендлера, пытаясь разыскать её предыдущего владельца. Чендлер назначает ей свидание. Но оказывается, что Чендлер её не очень впечатлил. На дне рождения Росса, он, Моника и Чендлер отправляются на концерт известной группы, а после к ним за кулисы. Ребята ссорятся, но все забывается, когда Монику увольняют по подозрению во взяточничестве.    |            |                                                                                          |                |                                                                |                  |                     |
| 30 | 6          | «The One with the Baby on the Bus» «Эпизод с младенцем в автобусе»                       | Гэйл Манкусо   | Бетси Борнс                                                    | 2 ноября 1995    | 30.2                |
| Моника переживает, что Бэн плачет у неё на руках. Росс получает аллергическую реакцию на пирог Моники с киви и лаймом, поэтому они спешат в больницу. Бэн остается на попечении ребят. Джоуи и Чендлер берут его с собой на прогулку, знакомятся с девушками и забывают малыша в автобусе. В Центральную кофейню приходит новая певица (Крисси Хайнд), после чего Фиби просят «освободить стул». |            |                                                                                          |                |                                                                |                  |                     |
| 31 | 7          | «The One Where Ross Finds Out» «Эпизод, где Росс выясняет»                               | Питер Бонерц   | Майкл Борков                                                   | 9 ноября 1995    | 30.5                |
| Рэйчел идет на свидание, где напивается и звонит Россу. После чего, Росс узнаёт, что она испытывает к нему чувства. Они ссорятся с Рэйчел и Росс говорит, что не бросит Джули. Моника становится личным тренером Чендлера, решившего улучшить физическую форму и занять свое свободное время. Новый парень Фиби почему то не хочет с ней спать, она ищет совета Джоуи. В конце серии Росс и Рэйчел целуются. |            |                                                                                          |                |                                                                |                  |                     |
| 32 | 8          | «The One with the List» «Эпизод со списком»                                              | Мэри Кей Плейс | Дэвид Крейн и Марта Кауффман                                   | 16 ноября 1995   | 32.9                |
| Росс пытается сделать выбор между Рэйчел и Джули. Для этого, по совету друзей, он составляет список их плюсов и минусов и, хотя плюсов у Джули больше, чем у Рэйчел, а у Рэйчел больше минусов чем плюсов, Росс выбирает Рэйчел. Рэйчел находит список и очень обижается на Росса. Моника пытается придумать блюда из отвратительного заменителя шоколада (Mockolate). |            |                                                                                          |                |                                                                |                  |                     |
| 33 | 9          | «The One with Phoebe's Dad» «Эпизод с отцом Фиби»                                        | Кевин С. Брайт | Джеффри Астроф и Майк Сиковиц                                  | 14 декабря 1995  | 27.8                |
| Выпуск посвящён Рождеству. Фиби отправляется на поиски своего отца и берет с собой Джоуи и Чендлера, однако, она выясняет, что ещё не готова к встречи с ним. Моника и Рэйчел из-за недостатка денег пекут печенье, которым собираются расплатиться за различные коммунальные услуги. Они устраивают в квартире вечеринку, но не могут выключить обогреватель. Росс и Рэйчел продолжают выяснять отношения. Чендлер и Джоуи покупают подарки на заправке.                                                         |            |                                                                                          |                |                                                                |                  |                     |
| 34 | 10         | «The One with Russ» «Эпизод с Рассом»                                                    | Томас Шламме   | Айра Унгерлидер                                                | 4 января 1996    | 32.2                |
| Рэйчел встречается с почти точной копией Росса — Рассом (которого также играет загримированный Дэвид Швиммер, в финальных титрах обозначенный как Snaro). В итоге, они расстаются. Агент Джоуи устраивает ему пробу на роль шофёра такси, но тот узнаёт, что чтобы получить эту роль ему нужно с кое-кем переспать. Моника убеждает своего парня — «весельчака-Бобби» бросить пить и понимает, что именно спиртное делало его таким веселым.                                                                      |            |                                                                                          |                |                                                                |                  |                     |
| 35 | 11         | «The One with the Lesbian Wedding» «Эпизод с лесбийской свадьбой»                        | Томас Шламме   | Доти Абрамс                                                    | 18 января 1996   | 31.6                |
| Кэрол и Сьюзан решают пожениться. Приезжает мама Рэйчел с новостями о разводе. Одна из клиенток Фиби умерла на массажном столе, и её дух вселился в тело Фиби и она хочет осуществить её последнее желание. Джоуи делает первые шаги в мыльной опере «Дни нашей жизни». |            |                                                                                          |                |                                                                |                  |                     |
| 3637 | 1213       | «The One After the Superbowl» «Эпизод после Суперкубка»                                  | Майкл Лембек   | Джеффри Астроф и Майк Сиковиц Майкл Борков                     | 28 января 1996   | 52.9                |
| Росс отправляется в Сан-Диего, чтобы навестить свою обезьянку Марселя, и узнаёт, что тот стал звездой кино. Джоуи встречается с сумасшедшей девушкой, которая считает, что он на самом деле доктор Дрейк Рэморе. Фиби поет правдивые песни для детей в библиотеке. Моника и Рэйчел ссорятся из-за Жана-Клода Ван Дамма, который снимается в одном фильме с Марселем. Чендлер сталкивается с одноклассницей (играет Джулия Робертс), которая хочет ему отомстить.                                                  |            |                                                                                          |                |                                                                |                  |                     |
| 38 | 14         | «The One with the Prom Video» «Эпизод, где смотрят видео с выпускного бала»              | Джеймс Берроуз | Алекса Джандж                                                  | 1 февраля 1996   | 33.6                |
| Джоуи хорошо зарабатывает и дарит Чендлеру ужасный браслет в знак дружбы. Во время просмотра старого домашнего видео времён колледжа Рэйчел понимает, что любит Росса, они целуются. Моника не может найти работу и стесняется занять деньги. В 1997 году TV Guide поместил эпизод на сотое место в рейтинге «100 величайших эпизодов». Кроме того, данная серия признана лучшей в сериале: в 2014 году Gawker поставил её на 1-е место среди всех 236-ти эпизодов сериала.                                       |            |                                                                                          |                |                                                                |                  |                     |
| 39 | 15         | «The One Where Ross and Rachel ... You Know» «Эпизод, где Росс и Рэйчел...ну, вы знаете» | Майкл Лембек   | Майкл Кёртис и Грегори Малинс                                  | 8 февраля 1996   | 32.9                |
| Джоуи покупает новую мебель и технику. Чендлер и Джоуи проводят 2 дня, не вставая с новых кресел, за просмотром телевизора. Моника и Фиби обслуживают вечеринку Ричарда Бёрка (Том Селлек), друга отца Геллеров. Моника понимает, что Ричард ей нравится, а она нравится ему. Росс и Рэйчел наконец проводят вместе ночь в музее Росса. |            |                                                                                          |                |                                                                |                  |                     |
| 40 | 16         | «The One Where Joey Moves Out» «Эпизод, где Джоуи выселяется»                            | Майкл Лембек   | Бетси Борнс                                                    | 15 февраля 1996  | 31.1                |
| Джоуи переезжает в собственную квартиру. Рэйчел и Фиби хотят сделать татуировки. Фиби ругает Рэйчел за то, что она боится татуировки и что после этого скажет Росс. В итоге у Рэйчел есть маленькое сердечко на пояснице, а Фиби смогла выдержать только точку на плече. Моника признается родителям, что встречается с их другом, Ричардом. |            |                                                                                          |                |                                                                |                  |                     |
| 41 | 17         | «The One Where Eddie Moves In» «Эпизод, где Эдди заселяется»                             | Майкл Лембек   | Адам Чейз                                                      | 22 февраля 1996  | 30.2                |
| Чендлер находит себе нового соседа, Эдди, который оказывается сумасшедшим. Фиби записывается в студии и снимает клип на песню «Драный кот». Росс часто ночует у Рэйчел и Монике кажется, что она снова живёт со своим братом, что ей очень не нравится. Джоуи обнаруживает, что жить одному довольно скучно. |            |                                                                                          |                |                                                                |                  |                     |
| 42 | 18         | «The One Where Dr. Ramoray Dies» «Эпизод, где доктор Рэморе умирает»                     | Майкл Лембек   | Сюжет : Алекса Джандж Телесценарий : Майкл Борков              | 21 марта 1996    | 30.1                |
| Джоуи дает интервью «Дайджесту мыльных опер» и говорит, что иногда сам придумывает реплики, чем обижает сценариста. После чего персонажа Джоуи, доктора Рэморе, убивают, сбросив в шахту лифта. Моника и Рэйчел борются за последний презерватив, а Росс и Ричард чувствуют себя неловко. Чендлер убеждается, что Эдди — ненормальный. |            |                                                                                          |                |                                                                |                  |                     |
| 43 | 19         | «The One Where Eddie Won't Go» «Эпизод, где Эдди не хочет выселяться»                    | Майкл Лембек   | Майкл Кёртис и Грегори Малинс                                  | 28 марта 1996    | 31.2                |
| Чендлер несколько раз пытается избавиться от своего соседа Эдди. Девушки читают феминистскую книгу, в итоге ссорятся между собой. Джоуи возвращается в старую квартиру, так как без оплачиваемой работы ему не прожит в новой квартире. |            |                                                                                          |                |                                                                |                  |                     |
| 44 | 20         | «The One Where Old Yeller Dies» «Эпизод, где старый Йеллер умирает»                      | Майкл Лембек   | Сюжет : Майкл Кёртис и Грегори Малинс Телесценарий : Адам Чейз | 4 апреля 1996    | 27.4                |
| Фиби узнаёт, чем на самом деле заканчиваются драматические фильмы (в детстве мама выключала их, чтобы не травмировать детскую психику. Тем не менее, в итоге кончает с жизнью. Джоуи и Чендлер начинают тесно дружить с Ричардом, однако, воспринимая его как хорошего отца. Росс берет Бэна на все выходные и Рэйчел узнает, что вся их совместная жизнь расписана Россом на годы вперёд. Они опять ссорятся, но в итоге первый раз говорят, что любят друг друга.                                               |            |                                                                                          |                |                                                                |                  |                     |
| 45 | 21         | «The One with the Bullies» «Эпизод с хулиганами»                                         | Майкл Лембек   | Брайан Букнер и Себастьян Джонс                                | 25 апреля 1996   | 24.7                |
| Два парня выгоняют Росса и Чендлера из кофейни и говорят им больше там не появляться. Фиби решила встретиться с отцом, но вместо этого находит своего сводного брата — Фрэнка-младшего и узнаёт, что Фрэнк старший уже 4 года не появлялся дома. Моника играет на бирже, затем проигрывает и вынуждена работать в кафе в стиле 50-х годов. |            |                                                                                          |                |                                                                |                  |                     |
| 46 | 22         | «The One with the Two Parties» «Эпизод с двумя вечеринками»                              | Майкл Лембек   | Алекса Джандж                                                  | 2 мая 1996       | 25.5                |
| День рождения Рэйчел отмечается одновременно в двух квартирах, потому что её родители не могут видеть друг друга. Друзья оказываются в неудобной ситуации: одну вечеринку ведет Моника, вторую-Чендлер и Джоуи, причем у парней выходит лучше. |            |                                                                                          |                |                                                                |                  |                     |
| 47 | 23         | «The One with the Chicken Pox» «Эпизод с ветрянкой»                                      | Майкл Лембек   | Браун Манделл                                                  | 9 мая 1996       | 26.1                |
| Фиби и её друг, подводник Райан (Чарли Шин), проводят две недели вместе, болея ветрянкой. Джоуи получает работу в компании, где работает Чендлер, и выдает себя за другого человека (у Джозефа есть жена, яхта и две прелестные дочери, а также Джозеф любит сплетничать и подставлять других), что осложняет жизнь Чендлеру. Моника расстроена, что у Ричарда нет «бзика» как у неё, в итоге, он придумает себе странность, чтобы успокоить Монику.                                                              |            |                                                                                          |                |                                                                |                  |                     |
| 48 | 24         | «The One with Barry and Mindy's Wedding» «Эпизод со свадьбой Барри и Минди»              | Майкл Лембек   | Сюжет : Айра Унгерлидер Телесценарий : Браун Манделл           | 16 мая 1996      | 29.0                |
| Барри и Минди женятся, а Рэйчел становится подружкой невесты. Моника и Ричард обсуждают своё будущее и в итоге решают расстаться. Чендлер знакомится с девушкой через Интернет, выясняется, что это Дженис. На этот раз, он рад этому. Джоуи должен поцеловать мужчину, чтобы сыграть свою роль. |            |                                                                                          |                |                                                                |                  |                     |